# هیرتنبرگ
هیرتنبرگ (به آلمانی: Hirtenberg) یک منطقهٔ مسکونی در اتریش است که در ناحیه بادن واقع شده‌است. هیرتنبرگ ۱٫۴۷ کیلومتر مربع مساحت دارد ۲۸۰ متر بالاتر از سطح دریا واقع شده‌است.